# Jan Šrámek

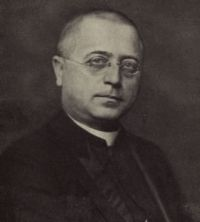
Jan Šrámek

Jan Šrámek (8 de novembro de 1870, Grygov, Morávia — 22 de abril de 1956, Praga) foi primeiro-ministro do governo checoslovaco no exílio de 21 de julho de 1940 a 5 de abril de 1945. Foi o primeiro presidente do Partido Popular da Checoslováquia e foi um monsenhor. 
A partir de 1945, a Checoslováquia foi governada pela Frente Nacional dominada pelos comunistas que também incluiu Partido Popular de Šrámek. Šrámek e seus co-partidários se preocupavam com o crescente papel do partido comunista. A partir de 1947, o apoio popular para os comunistas começou a diminuir. A fim de consolidar o poder, os comunistas realizaram um golpe de Estado em fevereiro de 1948. Mons. Šrámek teve que renunciar ao cargo de presidente do Partido Popular. Seus sucessores, Alois Petr e o padre Josef Plojhar, um "homem forte" no Partido Popular, apoiaram incondicionalmente a colaboração com os comunistas.